# Leyla Gencer

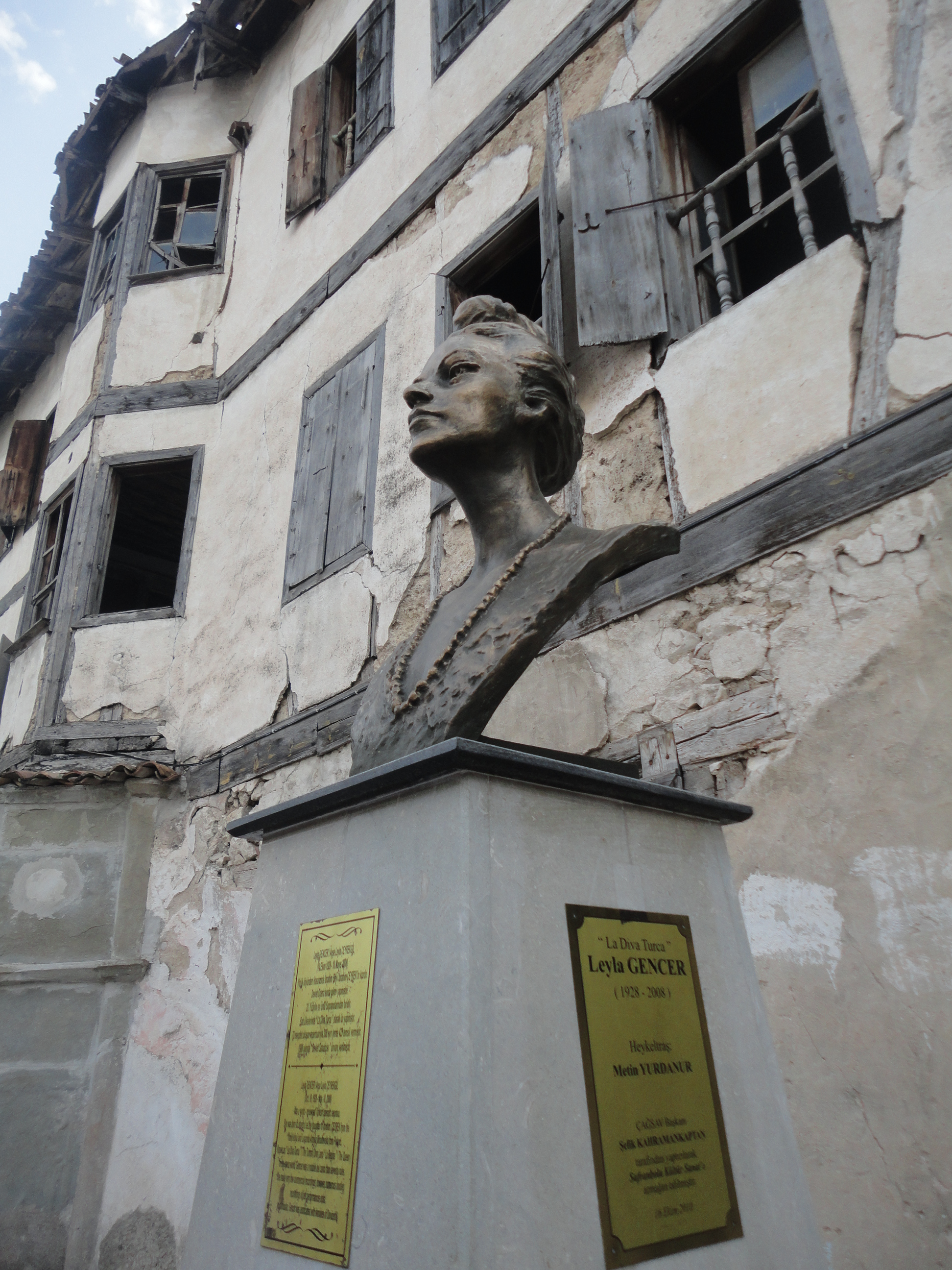
Leyla Gencer

Leyla Gencer of Ayşe Leyla Çeyrekgil (Polonezköy, Istanbul, 10 oktober 1928 - Milaan, 10 mei 2008) was een wereldberoemde Turkse sopraan en operazangeres. In in de operawereld stond ze ook wel bekend als "La Diva Turca" (De Turkse Diva) en "La Regina" (De Koningin).
Çeyrekgil werd geboren in Istanbul als de dochter van een Turkse vader (Hasanzade İbrahim Çeyrekgil) een Poolse moeder (Angela Minakovska, later Atiye, toen ze tot de islam bekeerde), een gezin dat uit Safranbolu kwam. Çeyrekgil trouwde met İbrahim Gencer.
Ze blonk uit in het belcanto-repertoire, vooral in de opera's van Donizetti. Tijdens de jaren vijftig stond ze in de schaduw van Maria Callas, maar in de jaren zestig kon ze genieten van groeiende bekendheid en waardering. Gencer liet zich meermaals positief uit over Callas en volgde haar voorbeeld met doorleefde interpretaties van dramatische rollen. Gencer was een van de twaalf diva's die door Stefan Zucker geïnterviewd werden in Opera Fanatic. In tegenstelling tot de academische zangstijl die gebaseerd is op maximaal gebruik van het diafragma, heeft Gencer altijd het gebruik van de borststem gepromoot teneinde de vocale prestatie meer ziel te geven.
Gencer gaf tot in de jaren negentig masterclasses aan de Scala van Milaan en werd dikwijls geïnterviewd als experte van de Italiaanse opera.
- Bibsys: 3071946
- Biblioteca Nacional de España: XX1327203
- Bibliothèque nationale de France: cb13894382s (data)
- Gemeinsame Normdatei: 131351389
- International Standard Name Identifier: 0000 0000 7980 7763
- Library of Congress Control Number: n82099728
- MusicBrainz: 90b76cd9-7b29-49fa-b45e-e15798e71f26
- Nationale Bibliotheek van Israël: 987007461490605171
- Nationale Bibliotheek van Polen: a0000002756915
- Nationale en Universitaire bibliotheek Zagreb: 000261121
- Nederlandse Thesaurus van Auteursnamen: 071247416
- Réseau des bibliothèques de Suisse occidentale: 02-A003286976
- LIBRIS: 311045
- Virtual International Authority File: 120708608
- WorldCat: E39PBJdmfmG6FmYDwQGwKM8V4q